# Fran Galović
Fran Galović (Peteranec, 20. srpnja 1887. – Radenković, 26. listopada 1914.), bio je hrvatski književnik.

## Životopis
Fran Galović, hrvatski književnik iz razdoblja moderne, rođen je u Peterancu kod Koprivnice 20. srpnja 1887., kao jedini sin Stjepana i Dore rođ. Jadanić. Seosku pučku školu polazio je u rodnom Peterancu od 1894. godine, a od 1898. do 1906. godine polazio je zagrebačku Donjogradsku klasičnu gimnaziju. Klasičnu filologiju i slavistiku studirao je u Zagrebu. Nakon sudjelovanja u đačkom štrajku, četvrti semestar morao je studirati u Pragu. Kasnije je radio kao učitelj u zagrebačkoj II. realnoj gimnaziji. Pripadao je pravaškom liberalnom pokretu, a pokrenuo je i uređivao pravaški časopis Mlada Hrvatska.
U osvit Prvoga svjetskog rata unovačen je u redove Austrougarske vojske, gdje u prvim kampanjama na Srbiju ujesen 1914. godine pogiba, s činom zastavnika, pokraj sela Radenković, 26. listopada.
Pokopan je 31. listopada 1914. godine na zagrebačkom groblju Mirogoju.

## Književno stvaralaštvo
Galović se u književnosti javlja s pjesmom "U spomen 11. listopada 1903." pod pseudonimom Hrvatski đak, koju je napisao u čast otkrivanja spomenika ocu domovine Anti Starčeviću u Šestinama kraj Zagreba.
Jedan je od najznačajnijih pjesnika hrvatske dijalektalne poezije. Njegove antologijske pjesme napisane su na kajkavskom narječju (npr. "Kostanj", "Jesenski veter", "Crn - bel"), dok od djela na štokavskom narječju zasigurno mu je najpoznatija pjesma "Childe Harold". U većini Galovićevih pjesama bit se nalazi u onome što je ispod površine stiliziranog pjesničkog izraza; a to je motiv vječne težnje za nečim, reflektirane u sveprisutnom izražavanju ljubavi i žudnje za zavičajem, a sve zapravo u prikrivenom strahu od neumitne prolaznosti. Time je veća tragika njegove rane pogibije - život je izgubio sa samo 27 godina, kao zastavnik austrijske vojske 26. listopada 1914. godine u Mačvi.
Pisao je i novele, kritike, drame (najpoznatija je "Tamara" iz 1907.) Njegova najbolja zbirka pjesama, Z mojih bregov, izdana je posmrtno 1925. godine.
Za života je objavio četiri knjige: drama Tamara (1907.), zbirka pjesama Četiri grada (1913.), pripovijesti Začarano ogledalo (1913.) i Ispovijed (1914.); ostala djela su bila neobjavljena. Njegov književni opus objavio je Julije Benešić (10 svezaka, 1942./43.).
Zastupljen je s devet pjesama u zborniku iz 1914. godine Društva hrvatskih književnika koji je uredio Julije Benešić Hrvatskoj mladoj lirici.
U njegovim djelima naziralo se i znanstvene fantastike.

## Zanimljivosti
- Činjenica da je poginuo s točno 27 godina, svrstava ga u takozvani "klub 27", tj. skupinu utjecajnih i poznatih ljudi koji su pod nerazjašnjenim okolnostima umrli s 27 godina (Brian Jones, Jimi Hendrix, Janis Joplin, Jim Morrison, Kurt Cobain, itd.). Okolnosti pod kojima je poginuo doista jesu nerazjašnjive, jer se već na njegovom sprovodu na zagrebačkom Mirogoju govorilo o samoubojstvu. Toj tezi u prilog ide i dopisnica upućena Milanu Ogrizoviću, koju je napisao samo nekoliko sati prije pogibije: "Moj dragi, još te jednom pozdravljam. Jutro je i u 10 sati trebamo navaliti. Sunce je, nedjelja i divno, toplo jutro. Čovjek bi čisto poželio umrijeti u ovako sunčan dan. Reci Santissimi da se pomoli za upokoj duše moje, ako me više ne bude."[9] Ne može se sa sigurnošću reći je li Fran pogođen metkom u srce u slučajnom okršaju ili je namjerno izašao na šanac i stajao tamo kao meta. Treba pritom napomenuti da, iako je bio naklonjen hrvatskim pravašima, nikada nije osjećao mržnju prema Srbima, niti se u ratu borio protiv Srba. Da je to tako, najbolje će nam ilustrirati njegove vlastite riječi s jedne dopisnice koju je poslao s bojišta: "Jučer sam se sastao sa jednim srbijanskim oficirom. Njegova rojna pruga je nasuprot mojoj. Zato smo se svejedno rukovali i sasvim prijateljski debatirali. Kavalirski suparnici!"[9]
- Slučajno ili ne - dva događaja dogodila su se na isti datum u razmaku od točno 100 godina. Naime, 13. lipnja 1907. godine Fran Galović napisao je pjesmu "Pred spomenikom Ante Starčevića". Dana 13. lipnja 2007. godine Anto Đapić, tadašnji gradonačelnik Osijeka, svečano je otkrio spomenik Anti Starčeviću na Trgu Ante Starčevića u Osijeku.

## Djela
Izdanja djela:
- Tamara, 1907.
- Četiri grada, 1913.
- Začarano ogledalo, 1913.
- Ispovijed, 1914.

### Posmrtno
| - Pjesme, 1, 2, 1940. - Članci i kritike, 1942. - Drame, 1942. - Pripovijesti, 1942. - Djela Frana Galovića, 1-10, 1942. – 1943. | - Pjesme, 1943. - Z mojih bregov, 1948. - Poezija i proza, 1963. - Lirika. Pripovijetke. Drame. Kritika, 1966. - Izbor iz djela, 1969. | - Z mojih bregov, 1944. - Izabrana djela, 1997. - Izabrane pjesme, 1997. - Izbor iz djela, 1999. - Zeleni oblak, 2000. | - Z mojih bregov i druge pjesme, 2002. - Pjesme, 2005. - Pripovijetke, 2005. - Sabrana djela Frana Galovića, 2006. - Drame I., 2007. |

## Vanjske poveznice
- Fran Galović Online  Arhivirana inačica izvorne stranice od 11. kolovoza 2020. (Wayback Machine) Digitalizirana književna građa Frana Galovića
- Galovićeva jesen
- Galović, Fran, Dunja Detoni-Dujmić i Karmen Milačić (1998.), hbl.lzmk.hr